# Макс (ураган, 2017)
Ураган «Макс» (англ. Hurricane Max) —  тропічний циклон, що швидко формувався, та обрушився на південно-західну частину Мексики, завдавши незначної шкоди. Шістнадцятий тропічний циклон, тринадцятий шторм і сьомий ураган сезону тихоокеанських ураганів 2017 року, Макс розвинувся з зони низького тиску біля південно-західного узбережжя Мексики 13 вересня.
Уряд Мексики випустив численні  попередження в очікуванні Макса. Через невеликий розмір циклону наслідки були відносно локалізованими та обмеженими невеликою площею. Незважаючи на це, великі хвилі, повені, зсуви спричинені Максом, завдали середньої шкоди штату Герреро. Понад 1500 житлових будинків постраждали від повені, а численні дороги по всьому штату, включаючи мексиканське федеральне шосе 200, були закриті через зсуви та провали. Шторм посилив наслідки землетрусу в Чьяпасі 2017 року, в результаті якого загинули 98 людей. Чотири смертельні випадки було пов'язано з Максом, і збиток був оцінений в MX $ 1,35 млрд (US $ 76,4 мільйонів).

## Метеорологічна історія
Тропічна хвиля - те ж саме, що породив ураган Хосе в Атлантиці - перетнув Центральну Америку і увійшли в Тихий океан 11 вересня. 13 вересня велика зона конвекції, пов'язана з цією системою, почала організовуватися в декількох сотнях миль на південний захід від узбережжя Мексики. Того дня о 12:00 UTC у 150 милях на захід-південний захід від Акапулько, Мексика, утворилася тропічна депресія. Скерована зі сходу на північний схід через хребет середнього рівня , депресія посилилася в тропічний шторм Макс о 18:00 UTC розташоване над температурою води тепла 30 ° С (86 ° F), Макс швидко посилився, і став ураганом незадовго до 12:00 UTC 14 вересня. Маленькі циклон продовжував посилюватися, і він досяг своєї пікової інтенсивності при максимальному тривалому вітрі 90 миль на годину (150 км/год) незадовго до того, як вийшов на сушу в Герреро, Мексика.  Опинившись над гірською місцевістю Мексики, Макс швидко ослаб, опустившись нижче сили урагану о 00:00 UTC 15 вересня і ослабши до тропічної депресії о 06:00 UTC і через деякий час повністю розсіявся о 12:00 UTC. 

## Підготовка

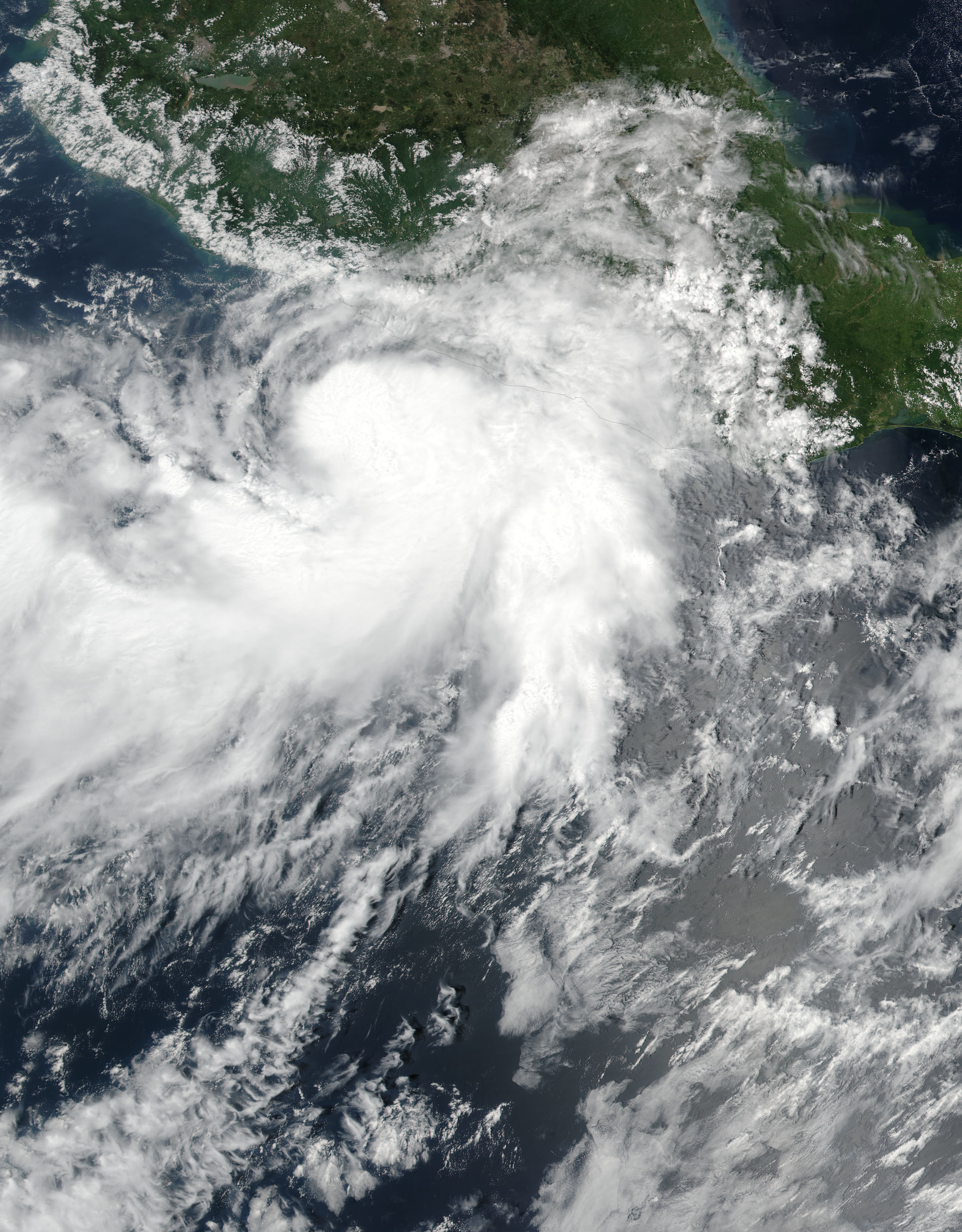
Тропічний шторм Макс посилюється біля південно-західного узбережжя Мексики

Після класифікації Макса до тропічної депресії, уряд Мексики випустив попередження для південно-західного узбережжя від Сіуатанехо до Пунта-Мальдонадо. О 21:00 UTC  було замінено на попередження про тропічний шторм, оскільки Макс посилився в тропічний шторм. Через шість годин уряд Мексики випустив попередження про  ураган для тих самих районів, оскільки Макс продовжував посилюватися. Через три години для районів на схід від Пунта-Мальдонадо до Лагунас-де-Чакауа було оголошено попередження про тропічний шторм і ураган. 15 вересня всі спостереження та попередження були припинені, оскільки Макс швидко ослаб і рухався вглиб країни.
У рамках підготовки до приходу шторму 788 осіб було евакуйовано до тимчасових сховищ.

## Наслідки
Проливні опади, спричинили повені та зсуви по всьому штату Герреро, спричинивши пошкодження понад 1500 будинків у штаті. У містечку Сан-Маркос 200 будинків постраждали від сильного вітру та повені, одна людина зникла безвісти. У Герреро загинули двоє людей: 19-річний рибалка, і 40-річний чоловік, якого занесла вода. Сильний вітер повалив сотні дерев, а через ямки та зсуви було закрито багато доріг, включаючи мексиканське федеральне шосе 200, що спричинило перерви через Герреро та Оахаку  залишив численних мандрівників у безвиході. Під час шторму телефонну мережу на південному заході Мексики було перервано, і 126 503 клієнта Comisión Federal de Electricidad втратили електроенергію. Через затоплення доріг було перекрито доступ до міста Хучітан-де-Сарагоса , а міст між Круз-Гранде і Копалою був серйозно пошкоджений. В Герреро Макс знищив сільськогосподарські угіддя і щонайменше 3000 жителів перемістили в укриття. На морі на узбережжі Мексики хвилі висотою 16 футів (5 метрів) спричинили затоплення шести рибальських суден. У Чьяпасі двоє людей були поховані під час зсуву. Всього збиток від Max оцінюються в MX $ 1,35 млрд (US $ 76,4 мільйонів). 